# Antiarte

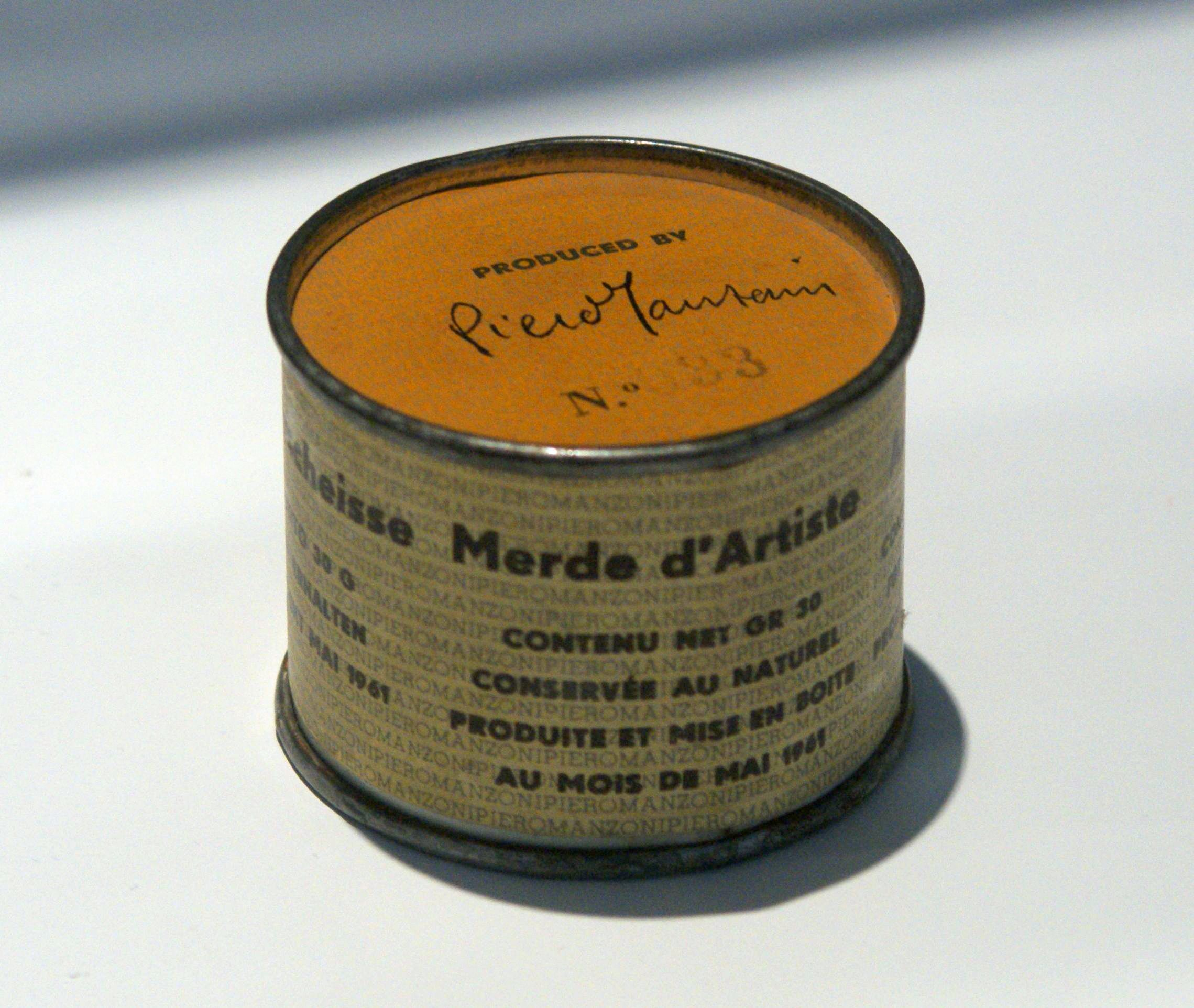
Merda de Artista é uma obra de arte de 1961 do artista italiano Piero Manzoni que consiste em noventa latas, cada uma supostamente preenchida com trinta gramas (1,1 onças) de fezes. Um de seus amigos, Enrico Baj, disse que as latas eram "um ato de zombaria desafiadora do mundo da arte, dos artistas e da crítica de arte".

Antiarte é um termo usado livremente aplicado a uma série de conceitos e atitudes que rejeitam definições anteriores de arte e questionam a arte em geral. De forma um tanto paradoxal, a antiarte tende a conduzir esse questionamento e rejeição do ponto de vista da arte. O termo está associado ao dadaísmo e é geralmente aceito como atribuível a Marcel Duchamp antes da Primeira Guerra Mundial, por volta de 1914, quando ele começou a usar objetos encontrados como arte. Foi usado para descrever formas revolucionárias de arte. O termo foi usado mais tarde pelos artistas conceituais da década de 1960 para descrever o trabalho daqueles que afirmavam ter se afastado completamente da prática da arte, da produção de obras que pudessem ser vendidas.
Uma expressão de antiarte pode ou não assumir a forma tradicional ou atender aos critérios para ser definida como uma obra de arte de acordo com os padrões convencionais. Obras de antiarte podem expressar uma rejeição total de ter critérios definidos convencionalmente como um meio de definir o que é arte e o que não é. As antiobras de arte podem rejeitar completamente os padrões artísticos convencionais, ou focar a crítica apenas em certos aspectos da arte, como o mercado de arte e a alta arte. Algumas antiobras de arte podem rejeitar o individualismo na arte, considerando que alguns podem rejeitar a "universalidade" como um fator aceito na arte. Além disso, algumas formas de antiarte rejeitam totalmente a arte ou rejeitam a ideia de que a arte é um domínio ou especialização separada. As antiobras de arte também podem rejeitar a arte com base na consideração da arte como sendo opressiva para um segmento da população.
Obras de arte antiarte podem articular um desacordo com a noção geralmente suposta de haver uma separação entre arte e vida. Obras de arte antiarte podem questionar se a "arte" realmente existe ou não. "Antiarte" tem sido referido como um "neologismo paradoxal", na medida em que sua óbvia oposição à arte foi observada concordando com elementos básicos da arte do século XX ou "arte moderna", em particular movimentos artísticos que conscientemente procuraram transgredir tradições ou instituições. A antiarte em si não é um movimento artístico distinto, no entanto. Isso tenderia a ser indicado pelo tempo que abrange — mais do que o usualmente abrangido pelos movimentos artísticos. Alguns movimentos artísticos, porém, são rotulados como "o movimento dadaísta é geralmente considerado o primeiro movimento antiarte; diz-se que o próprio termo antiarte foi cunhado pelo dadaísta Marcel Duchamp por volta de 1914, e seus ready-mades foram citados como os primeiros exemplos de objetos antiarte. Theodor W. Adorno, na Teoria Estética (1970), afirmou que "mesmo a abolição da arte é respeitosa com a arte porque leva a sério a afirmação de verdade da arte".
A anti-arte tornou-se geralmente aceita pelo mundo da arte como arte, embora algumas pessoas ainda rejeitem os ready-mades de Duchamp como arte, por exemplo, o grupo de artistas estuquistas, que são "antiantiarte".

## Formas

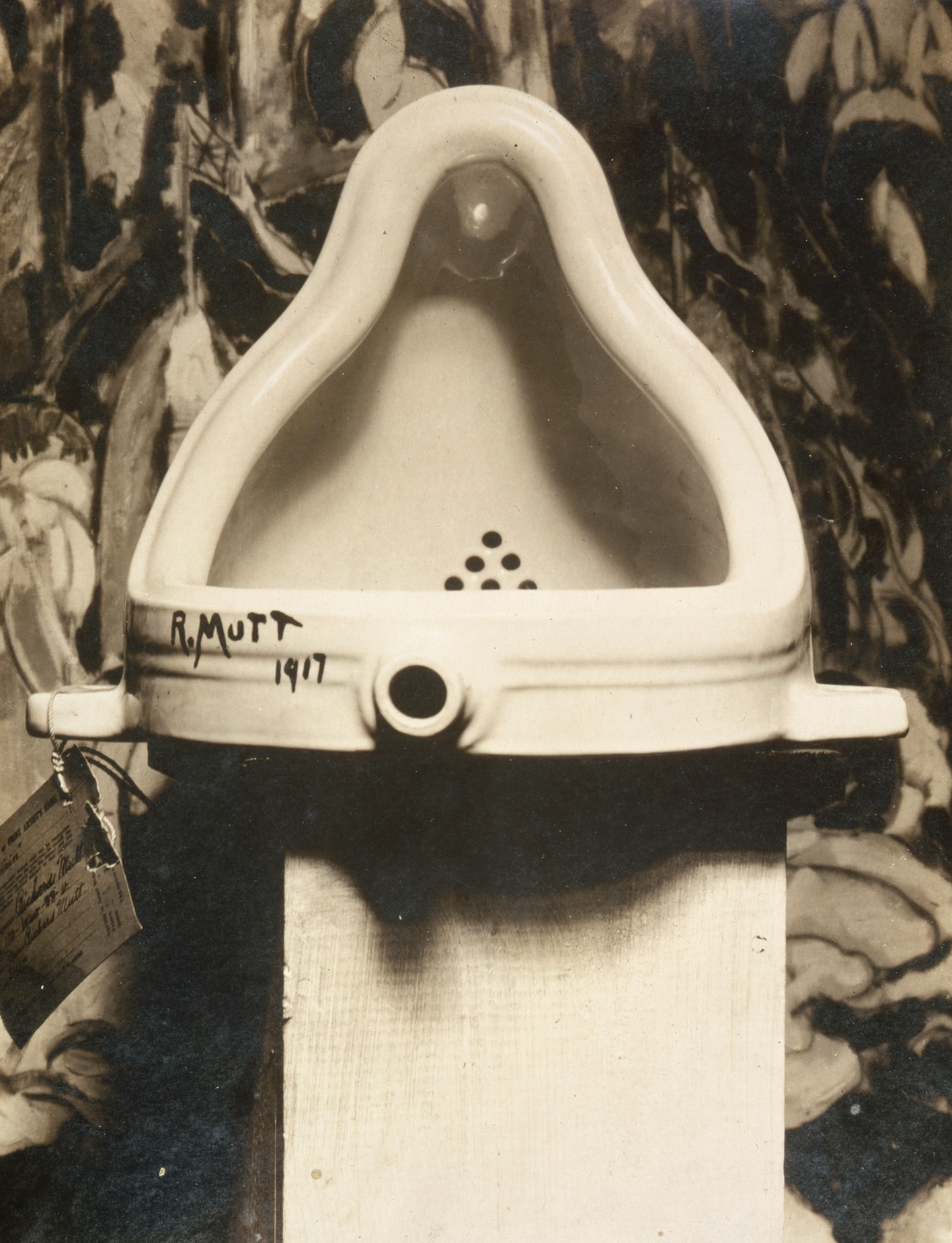
Marcel Duchamp, Fonte, 1917. Fotografia de Alfred Stieglitz

A antiarte pode assumir a forma de arte ou não. Postula-se que a antiarte não precisa nem mesmo assumir a forma de arte, a fim de incorporar sua função como antiarte. Este ponto é contestado. Algumas das formas de antiarte que são arte se esforçam para revelar os limites convencionais da arte, expandindo suas propriedades.
Algumas instâncias de antiarte sugerem uma redução ao que podem parecer elementos fundamentais ou blocos de construção da arte. Exemplos desse tipo de fenômeno podem incluir pinturas monocromáticas, molduras vazias, silêncio como música, arte casual. A antiarte também costuma fazer uso de materiais e técnicas altamente inovadores, e muito além — para incluir elementos até então inéditos na arte visual. Esses tipos de antiarte podem ser readymades, objeto encontrado, détournement, pinturas combinadas, apropriação, happenings, arte performática e body art.
A antiarte pode envolver a renúncia de fazer arte inteiramente. Isso pode ser conseguido por meio de uma greve de arte e também por meio do ativismo revolucionário. Um objetivo da antiarte pode ser minar ou subestimar a criatividade individual. Isso pode ser feito através da utilização de readymades. A criatividade individual pode ser ainda mais minimizada pelo uso de processos industriais na produção de arte. Os antiartistas podem tentar minar a criatividade individual produzindo suas obras de arte anonimamente. Eles podem se recusar a mostrar suas obras de arte. Eles podem recusar o reconhecimento público. Os antiartistas podem optar por trabalhar coletivamente, a fim de colocar menos ênfase na identidade individual e na criatividade individual. Isso pode ser visto na instância dos acontecimentos. Às vezes, esse é o caso das obras de arte "supertemporais", que são impermanentes por design. Os antiartistas às vezes destroem suas obras de arte. Algumas obras de arte feitas por anti-artistas são propositalmente criadas para serem destruídas. Isso pode ser visto na arte autodestrutiva.
André Malraux desenvolveu um conceito de antiarte bem diferente do exposto acima. Para Malraux, a antiarte começou com a arte 'salônica' ou 'acadêmica' do século XIX, que rejeitou a ambição básica da arte em favor de um ilusionismo semifotográfico (muitas vezes embelezado). Sobre a pintura acadêmica, Malraux escreve: 'Todos os verdadeiros pintores, todos aqueles para quem a pintura é um valor, ficaram enojados com essas pinturas — "Retrato de um Grande Cirurgião Operando" e similares - porque viram nelas não uma forma de pintura, mas a negação da pintura'. Para Malraux, a antiarte ainda está muito presente, embora de forma diferente. Seus descendentes são o cinema comercial e a televisão, a música popular e a ficção. O 'Salão', escreve Malraux, 'foi expulso da pintura, mas em outros lugares reina supremo'.